# Arzamás
Arzamás (em russo:  Арзама́с) é uma cidade do Oblast de Nijni Novgorod, na Rússia. Ela está localizada junto ao rio Tiosha (um afluente do rio Oka), a 410 km a leste de Moscou, e em 2010 sua população era 106.362.

## História

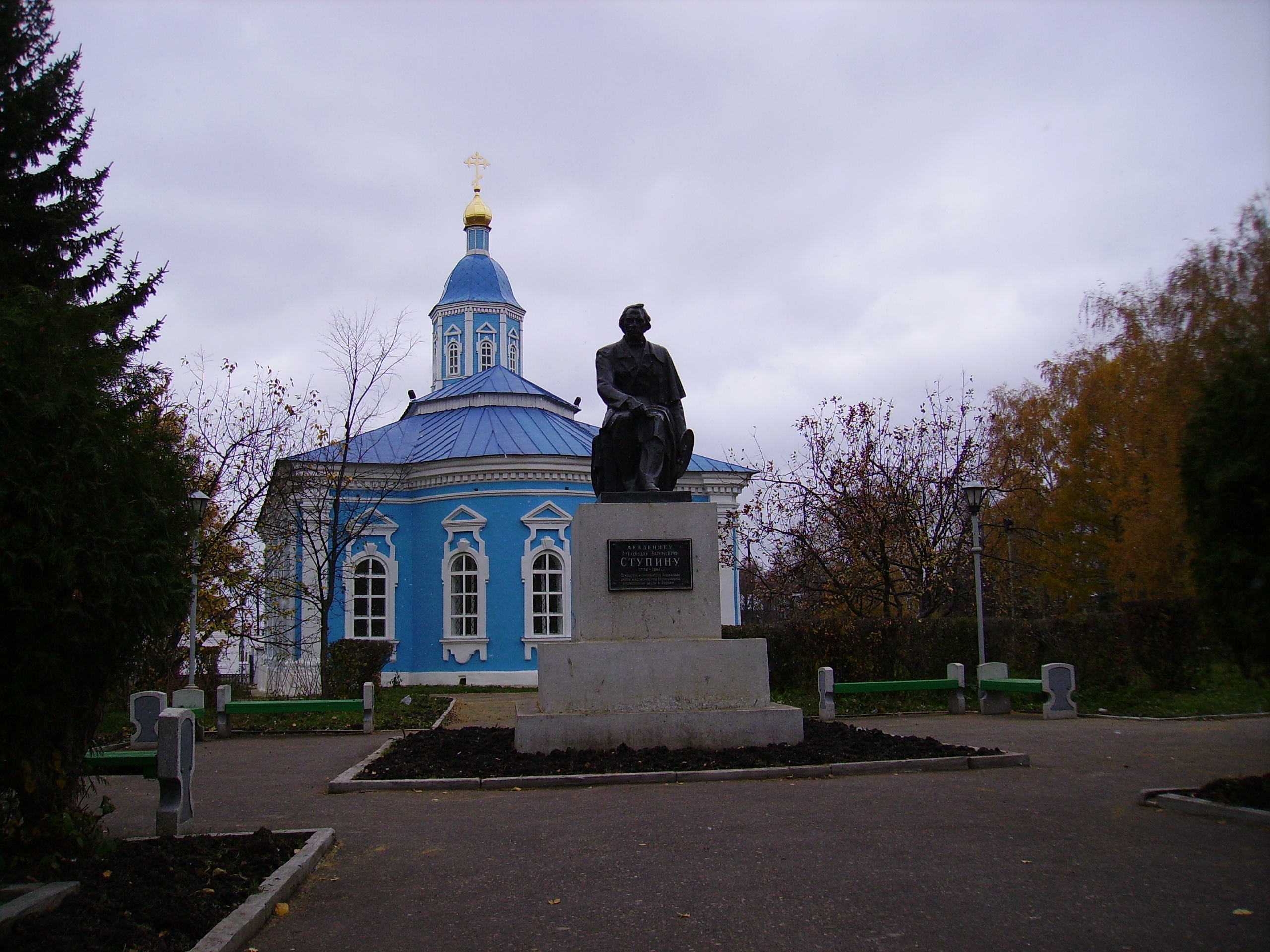
Monumento a Alexandr Stupin.

Arzamás foi fundada em 1578 por Ivan IV, o Terrível, em terras povoadas na época por mordovianos. Em 1737, mais de 7.000 pessoas viviam em Arzamás, e a cidade tornou-se um importante centro de trânsito na rota de Moscou para as partes orientais da Rússia. Ela era conhecida por seus gansos e cebolas, bem como por seu artesanato em couro.
Em 1781, Catarina, a Grande concedeu a Arzamás o status de cidade, e um brasão baseado nas cores do regimento local. No início do século XIX, Arzamás tinha mais de vinte igrejas e catedrais, sendo a principal dentre elas a Catedral da Ressurreição, construída para comemorar a vitória russa sobre Napoleão em 1812.
A escola de arte Alexandr Stupin esteve localizada em Arzamás entre 1802 e 1862, e muitos artistas russos famosos estudaram lá, dentre os quais Vassili Perov.
No início do século 20, ainda era um importante centro de comércio e tinha fábricas de curtumes, petróleo, farinha, sebo, tintura, sabão e ferro. O tricô era uma indústria doméstica importante, enquanto peles de ovelha e de vela eram artigos de comércio. Sua população em 1897 era 10.591.
No período 1954-1957, Arzamas foi o centro do Oblast Arzamás, uma unidade administrativa de curta duração que foi separada do Oblast de Gorki e posteriormente reincorporada a ele.
Em 1988, a cidade foi o local de um desastre de trem que causou a morte de noventa e uma pessoas.

## Estatuto administrativo e municipal
No âmbito das divisões administrativas russas, Arzamás serve como o centro administrativo do distrito de Arzamasski, embora não faça parte dele. Como divisão administrativa ela é uma entidade separada, oficialmente a cidade de significado de oblast de Arzamás - uma unidade administrativa com o status igual ao dos distritos russos. Como uma divisão municipal, a cidade de significado de oblast de Arzamás é parte do Okrug Urbano d Arzamás.

## Economia
A indústria local inclui a Fábrica de Máquinas de Arzamás, fabricante de veículos militares e veículos civis especializados (como BTR-80, GAZ Tigr), e que atualmente é uma holding da GAZ. Também em Arzamaz existe a fábrica de gesso Peshelansky, que funciona desde 1933.

## Cidades gêmeas e irmãs
- Popovo, Bulgária
- Ruma, Sérvia
- Valojin, Bielorrússia